# Нормална група
Нормална подгрупа, нормален делител или инвариантна подгрупа в теория на групите е подгрупа от специален тип, позволяваща факторизиране на групи. Нормалните групи дължат съществуването си на несъвпадането, в общия случай, на левите съседни класове на дадена група с десните съседни класове на групата. Пръв Галоа осъзнава значението на нормалните групи за теория на групите.

## Определение
Една подгрупа {\displaystyle N\,}, на група {\displaystyle G\,}, се нарича нормална подгрупа, отбелязва се {\displaystyle N\trianglelefteq G,(N\triangleleft G,{\text{ако}}N\subsetneq G)}, ако всеки ляв съседен клас на {\displaystyle G\,} по {\displaystyle N\,} съвпада с някой десен съседен клас на {\displaystyle G\,} по {\displaystyle N\,}, или в алгебричен запис: 

{\displaystyle N\trianglelefteq G\iff \{aN\ |\ a\in G\}\subseteq \{Nb\ |\ b\in G\}}, което е еквивалентно на някое от следните три условия:
1. {\displaystyle gN=Ng,\ \forall g\in G}
2. {\displaystyle g^{-1}Ng=N,\ \forall g\in G}
3. {\displaystyle g^{-1}ng\in N,\ \forall n\in N,\ \forall g\in N}

## Свойства
- Ядрото на хомоморфизъм на групи {\displaystyle \varphi :G\to H} е нормална подгрупа на {\displaystyle G\,}.
- Всяка нормална подгрупа на дадена група е ядро на някой хомоморфизъм на групата. Нормалните групи изчерпват множеството от всички ядра на хомоморфизми на дадената група.
- Сечение на произволен брой нормални подгрупи на дадена група е също нормална подгрупа на групата.
- В абеловите групи всички подгрупи са нормални.